# Vivien Cardone
Vivien Elisabeth Cardone (ur. 14 kwietnia 1993) – amerykańska aktorka. Kojarzona z roli Delii Brown z serialu Everwood.

## Życiorys

### Wczesne lata
Cardone urodziła się w Port Jefferson Village w Long Island w Nowym Jorku. Jej ojciec, Mark zajmuje się budową rezydencji, a jej matka ich projektowaniem. Vivien jest drugim z czwórki dzieci. Jej starsza siostra Oliwia również jest aktorką. Ma młodszego brata Dallasa i młodszą siostrę o imieniu Lidia. Imię Vivien pochodzi od ulubionej aktorki jej mamy – Vivien Leigh.

### Kariera
Mając zaledwie trzy miesiące wystąpiła w reklamach takich marek jak: Pizza Hut, Sears, Pillsbury, Sherman Williams i Prudential. Na dużym ekranie pojawiła się dopiero jako Marcee Herman w filmie Piękny umysł, za którą film otrzymał Nagrodę Akademii Filmowej. Pojawiła się też jako Delia Brown w serialu dramatycznym Everwood. Zagrała we wszystkich czterech sezonach, przed zakończeniem emisji w maju 2006 roku. Za rolę w Everwood była nominowana przez Artist Award jako Najlepsza Młoda Aktorka w TV.